# プカラ文化

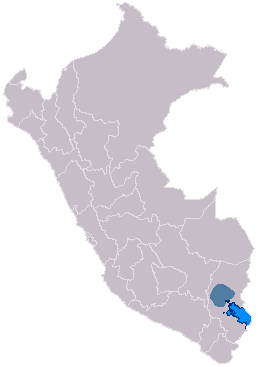
勢力範囲

プカラ文化（プカラぶんか、Pukara）とは、現在のペルー、チチカカ湖北岸に紀元前200年ころから紀元後200年ころまで栄えたとされる同名の遺跡及びその遺跡に代表される文化の名称。 現在、Pucaráという村落名があり、その近くに遺跡は存在する。現在では、ペルー文化庁に基づき遺跡および(物質)文化の名称としてはPukaraを使い、現在の村落を記すときはPucaráを使うことが多い。

## 立地と遺跡概要
遺跡は、ティティカカ湖沿岸から約80kmほど内陸、現在のプカラ村近くに存在する。ティティカカ湖周辺の遺跡では最大規模を誇る。7段のテラス状基壇からなり(修復復元されているのは6段)、中央に階段を備える。頂上部には、半地下式の方形(正確には7角形)の広場が複数存在する。中央階段の最頂上部分は植民地期の建造物で破壊されている。遺跡は、複数の構造物からなる巨大複合遺跡で、その規模については諸説ある。
ペニョンPeñonと呼ばれる砂岩の露頭およびテラス状の建造物、半地下式の建造物などがもっとも有名である。プカラ遺跡は、紀元前500年から紀元後400年ころまで利用され、ティティカカ湖沿岸北部の中心遺跡となる。

## 調査の歴史
Alfred Kidder II が、1939年に本格的な学術発掘を行い、テラス状建造物や半地下式広場、オープンエリア、一般住居址などの、さまざまな建築タイプと活動エリアを認定する。その後、1975～1980年にPlan Copesco/ UNESCOによるカラサヤ建築複合(Qalasaya complex)やテラス状建造物、半地下式建造物などの発掘が行われる。最近では、2000年ころからアメリカ合衆国のカリフォルニア州立大学などによって調査が開始され、遺跡の建造物群の前面に広がるパンパと呼ばれるオープンエリアの小規模な発掘が行われる。

## 物質文化
その土器は、古い時期を1相とし、新しい時期を2相とする。1相の土器は、ペルー南海岸のパラカス文化の技法との類似点が指摘されており、表面には、形成期からの伝統を継承した刻線文様に赤、黒、黄などの顔料を焼成前に厚く塗って刻線部分を白い顔料で埋めるという技法をとる。文様は、鹿狩りをしている場面やアヒルとリャマを組み合わせたような自然物を題材にしている。2相の土器は、色調は1相とさほど変わらないが、ネコ科動物や魚のモチーフを応用した超自然的な存在、「杖を持って正面を向いた神」や「首級をもった鳥人」などの文様を施しておりティワナクやワリの土器と酷似しているため、その前後関係には研究者の間で意見が分かれている。方形の半地下式の広場を持つ建造物が有名。近年、アメリカ隊による発掘が行われ、その様相が明らかになりつつある。